# Ralf Rienks

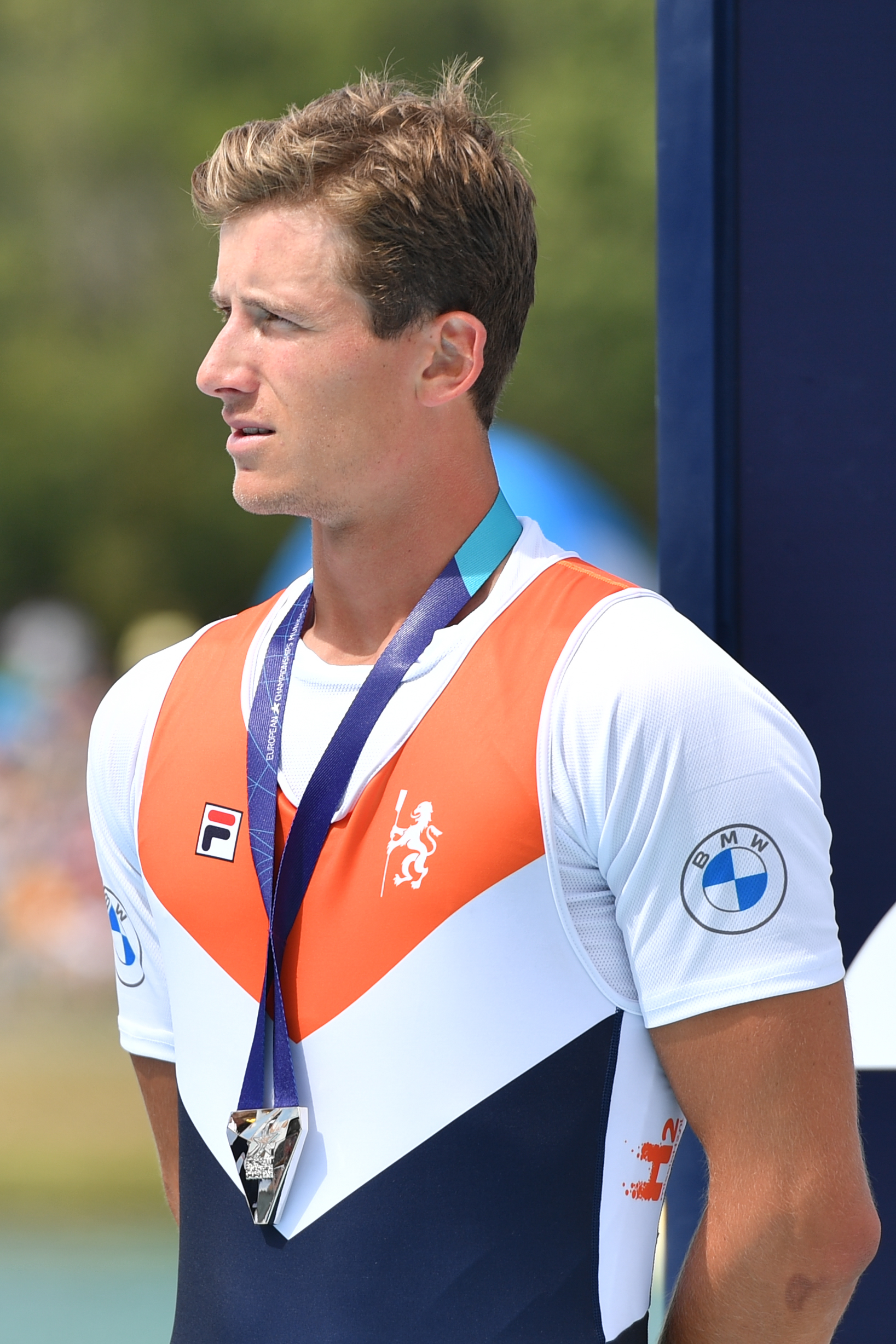
Ralf Rienks mit der Europameisterschafts-Silbermedaille 2022

Ralf Rienks (* 23. September 1997 in Ouderkerk aan de Amstel) ist ein niederländischer Ruderer, der 2022 Weltmeisterschaftsdritter und Europameisterschaftszweiter mit dem Vierer ohne Steuermann war. Bei den Olympischen Sommerspielen 2024 gewann er die Silbermedaille im Achter.

## Sportliche Karriere
Ralf Rienks nahm 2015 an den Junioren-Weltmeisterschaften teil und gewann den Titel mit dem Achter. 2017 debütierte Rienks im Ruder-Weltcup. Bei den U23-Weltmeisterschaften 2017 erreichte er mit dem niederländischen Vierer ohne Steuermann den vierten Platz. Zwei Jahre später wurde er bei den U23-Weltmeisterschaften 2019 Fünfter im Doppelzweier. 
2021 kehrte Rienks im Vierer in den Weltcup zurück. Bei den Europameisterschaften 2022 in München gewann er mit dem Vierer in der Besetzung Ralf Rienks, Ruben Knab, Sander de Graaf und Rik Rienks die Silbermedaille hinter den Briten und vor den Rumänen. Einen Monat später siegten die Briten bei den Weltmeisterschaften in Račice u Štětí vor den Australiern und den Niederländern. 2023 bei den Europameisterschaften in Bled waren alle aus dem Vorjahres-Vierer im Achter dabei und gewannen die Bronzemedaille hinter den Briten und den Rumänen. Viereinhalb Monate später traten die Brüder Rienks zusammen mit Ruben Knab und Nicolas van Sprang bei den Weltmeisterschaften in Belgrad als Vierer an und belegten den vierten Platz mit vier Sekunden Rückstand auf die drittplatzierten Neuseeländer. 2024 ruderten Ralf Rienks und Ruben Knab im Achter. Bei den Olympischen Spielen in Paris wurden sie Zweite mit einer Sekunde Rückstand auf die Briten.
Rik und Ralf Rienks sind die Söhne der olympischen Medaillengewinner Nico Rienks und Harriet van Ettekoven.